# Леон Пинело, Антонио де
Анто́нио де Лео́н Пине́ло (исп. Antonio de León Pinelo; 1595, Тукуман (ныне Аргентина) — 1660, Севилья) — испанский колониальный историк, хронист и библиограф

, судья, юрист, профессор права.

## Биография
Выкрест. Родился в семье конверсо, выходцев из Португалии, которая искала убежища в Америке. Его дед был сожжён как иудаист на аутодафе в Лиссабоне в 1596 году.
Образование получил в колледже иезуитов Лимы (ныне Университет Сан-Маркос). В 1622 году отправился в Испанию, где стал поверенным Королевского и верховного совета Индий, который поручил ему подготовить «Законы Индии» («Recopilación de Leyes de los Reynos de las Indias»), труд завершённый десятью годами позже.
Затем, с 1658 года служил судьей трибунала Каса-де-Контратасьон в Севилье, позже назначен официальным историком Вест-Индии (Cronistas mayores de Indias). В 1658−1660 годах — «летописец Индий».

## Научная деятельность
Автор ряда трактатов на разнообразные темы (писал о закондательстве, ботанике, истории книг и т. д.). В книге «Вопрос морали: нарушает ли шоколад церковный пост» рассуждал о свойствах шоколада в контексте полемики церковных властей о предполагаемом возбуждающем воздействии напитка. Занимался упорядочением юридических текстов, которые позже были использованы в качестве основы, в трудах нескольких испанских юристов.
Утверждал, что библейский рай находится в Америке. Наиболее известен его труд «Рай в Новом Свете, апологетический комментарий, естественная и чудесная история Западных Индий» (в которой пытался доказать, что рай находится в центре амазонской сельвы и представляет собой круг диаметром 160 сухопутных лиг.

### Избранные сочинения

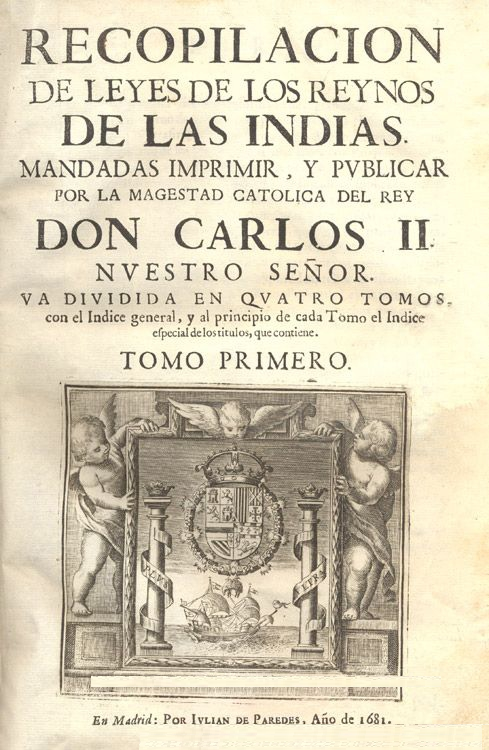
Recopilación de Leyes de los Reynos de las Indias.

- Epitome de la Biblioteca oriental i occidental, nautica i geografica… En Madrid, Juan Gonzalez, 1629.
- Tratado de confirmaciones reales de encomiendas y oficios y casos en que se requieren para las Indias Occidentales. 1630.
- Aparato a la historia, que en Madrid, Corte de España, escrive el Licenciado Antonio de Leon… intitulada, La Ciudad de los Reyes, Lima, su fundacion i grandezas, virreyes, prelados i ministros, origen i govierno de sus tribunales…. 1631.
- Question moral: si el chocolate quebranta el ayuno eclesiastico: tratase de otras bebidas i confecciones que usan en varias provincias…, en Madrid por la viuda de Juan González, 1636.
- Velos antiguos i modernos en los rostros de las mugeres sus conueniençias i daños: ilustracion de la Real Prematica de las tapadas… En Madrid: por Iuan Sanchez, 1641.
- Aparato politico de las Indias Occidentales… En Madrid, 1653.
- Vida del Ilustrissimo i Reverendissimo D. Toribio Alfonso Mogrovejo, arcobispo de la ciudad de los Reyes Lima… 1653.
- El Paraiso en el Nuevo Mundo: comentario apologetico : historia natural, y peregrina de las Indias Occidentales, islas, i Tierra-Firme del Mar Occeano. En Madrid, 1656.
- Historia de Madrid desde el nacimiento de Cristo Nuestro Señor hasta el año de 1658. 1711.
- Un manuscrito desconocido de Antonio León Pinelo. Editado por Lewis Hanke. Imprenta universitaria, 1937.
- El gran canciller de las Indias: Estudio preliminar Escuela de Estudios Hispano-Americanos, 1953.
- Relación Sobre la Pacificación y Población del Manche I Lacandon. Editado por Jose Prorrua Turanzas, 1958.